# Nikkoptyelus dimidiatus
Nikkoptyelus dimidiatus is een halfvleugelig insect uit de familie Aphrophoridae. De wetenschappelijke naam van deze soort is voor het eerst geldig gepubliceerd in 1904 door Matsumura.